# Trofeo Mundial de Rugby Juvenil 2012
El Trofeo Mundial de Rugby Juvenil 2012 fue la quinta edición del torneo que organiza la IRB (World Rugby), en esta oportunidad se celebró en Salt Lake City, Estados Unidos. El equipo local venció sus 4 partidos y se coronó campeón

## Equipos participantes
| - Selección juvenil de rugby de Chile - Selección juvenil de rugby de Estados Unidos - Selección juvenil de rugby de Rusia - Selección juvenil de rugby de Tonga | - Selección juvenil de rugby de Canadá - Selección juvenil de rugby de Georgia - Selección juvenil de rugby de Japón - Selección juvenil de rugby de Zimbabue |

## Grupo A

### Posiciones
| Pos. | Equipo         | Encuentros | Encuentros | Encuentros | Encuentros | Tantos  | Tantos    | Tantos     | Puntos Bonus | Puntos Totales |
| Pos. | Equipo         | jugados    | ganados    | empatados  | perdidos   | a favor | en contra | diferencia | Puntos Bonus | Puntos Totales |
| ---- | -------------- | ---------- | ---------- | ---------- | ---------- | ------- | --------- | ---------- | ------------ | -------------- |
| 1    | Estados Unidos | 3          | 3          | 0          | 0          | 112     | 49        | + 63       | 2            | 14             |
| 2    | Tonga          | 3          | 2          | 0          | 1          | 114     | 43        | + 71       | 2            | 10             |
| 3    | Chile          | 3          | 1          | 0          | 2          | 92      | 114       | - 22       | 1            | 5              |
| 4    | Rusia          | 3          | 0          | 0          | 3          | 39      | 151       | - 112      | 0            | 0              |

Nota: Se otorgan 4 puntos al equipo que gane un partido y 2 al que empate
Puntos Bonus: 1 punto por convertir 4 tries o más en un partido y 1 al equipo que pierda por no más de 7 tantos de diferencia
|  | Juega por el 1º puesto |

|  | Juega por el 3º puesto |

|  | Juega por el 5º puesto |

|  | Juega por el 7º puesto |

### Resultados

#### Primera fecha
| 18 de junio | Chile | 53 - 19 | Rusia | Murray Rugby Park Stadium, Salt Lake City |  |
|             |       | Reporte |       |                                           |  |

| 18 de junio | Estados Unidos | 22 - 11 | Tonga | Murray Rugby Park Stadium, Salt Lake City |  |
|             |                | Reporte |       |                                           |  |

#### Segunda fecha
| 22 de junio | Tonga | 62 - 7  | Rusia | Murray Rugby Park Stadium, Salt Lake City |  |
|             |       | Reporte |       |                                           |  |

| 22 de junio | Estados Unidos | 54 - 25 | Chile | Murray Rugby Park Stadium, Salt Lake City |  |
|             |                | Reporte |       |                                           |  |

#### Tercera fecha
| 26 de junio | Tonga | 41 - 14 | Chile | Murray Rugby Park Stadium, Salt Lake City |  |
|             |       | Reporte |       |                                           |  |

| 26 de junio | Estados Unidos | 36 - 13 | Rusia | Murray Rugby Park Stadium, Salt Lake City |  |
|             |                | Reporte |       |                                           |  |

## Grupo B

### Posiciones
| Pos. | Equipo   | Encuentros | Encuentros | Encuentros | Encuentros | Tantos  | Tantos    | Tantos     | Puntos Bonus | Puntos Totales |
| Pos. | Equipo   | jugados    | ganados    | empatados  | perdidos   | a favor | en contra | diferencia | Puntos Bonus | Puntos Totales |
| ---- | -------- | ---------- | ---------- | ---------- | ---------- | ------- | --------- | ---------- | ------------ | -------------- |
| 1    | Japón    | 3          | 3          | 0          | 0          | 113     | 100       | + 13       | 3            | 15             |
| 2    | Georgia  | 3          | 2          | 0          | 1          | 103     | 60        | + 43       | 3            | 11             |
| 3    | Canadá   | 3          | 1          | 0          | 2          | 118     | 114       | + 4        | 3            | 7              |
| 4    | Zimbabue | 3          | 0          | 0          | 3          | 88      | 148       | - 60       | 3            | 3              |

Nota: Se otorgan 4 puntos al equipo que gane un partido y 2 al que empate
Puntos Bonus: 1 punto por convertir 4 tries o más en un partido y 1 al equipo que pierda por no más de 7 tantos de diferencia
|  | Juega por el 1º puesto |

|  | Juega por el 3º puesto |

|  | Juega por el 5º puesto |

|  | Juega por el 7º puesto |

### Resultados

#### Primera fecha
| 18 de junio | Japón | 39 - 36 | Zimbabue | Murray Rugby Park Stadium, Salt Lake City |  |
|             |       | Reporte |          |                                           |  |

| 18 de junio | Georgia | 31 - 17 | Canadá | Murray Rugby Park Stadium, Salt Lake City |  |
|             |         | Reporte |        |                                           |  |

#### Segunda fecha
| 22 de junio | Georgia | 43 - 7  | Zimbabue | Murray Rugby Park Stadium, Salt Lake City |  |
|             |         | Reporte |          |                                           |  |

| 22 de junio | Japón | 38 - 35 | Canadá | Murray Rugby Park Stadium, Salt Lake City |  |
|             |       | Reporte |        |                                           |  |

#### Tercera fecha
| 26 de junio | Canadá | 66 - 45 | Zimbabue | Murray Rugby Park Stadium, Salt Lake City |  |
|             |        | Reporte |          |                                           |  |

| 26 de junio | Japón | 36 - 29 | Georgia | Murray Rugby Park Stadium, Salt Lake City |  |
|             |       | Reporte |         |                                           |  |

## Finales

### 7º puesto
| 30 de junio | Rusia | 10 - 22 | Zimbabue | Murray Rugby Park Stadium, Salt Lake City |  |
|             |       | Reporte |          |                                           |  |

### 5º puesto
| 30 de junio | Chile | 43 - 31 | Canadá | Murray Rugby Park Stadium, Salt Lake City |  |
|             |       | Reporte |        |                                           |  |

### 3º puesto
| 30 de junio | Tonga | 31 - 29 | Georgia | Murray Rugby Park Stadium, Salt Lake City |  |
|             |       | Reporte |         |                                           |  |

### 1º puesto
| 30 de junio | Estados Unidos | 37 - 33 | Japón | Murray Rugby Park Stadium, Salt Lake City |  |
|             |                | Reporte |       |                                           |  |

| Bandera de Estados Unidos |
| Campeón Estados Unidos    |
| Primer título             |

## Posiciones finales
| Posición | Selección      |
| -------- | -------------- |
| 1        | Estados Unidos |
| 2        | Japón          |
| 3        | Tonga          |
| 4        | Georgia        |
| 5        | Chile          |
| 6        | Canadá         |
| 7        | Zimbabue       |
| 8        | Rusia          |